# Rafael del Castillo de la Cuesta
Rafael del Castillo de la Cuesta (Cartagena, c.1830<1840 - c.1900<1908) fue un escritor, periodista y traductor español, destacado en el género de los folletines. También utilizó los seudónimos de Florencio Castellano, Álvaro Carrillo, Olivier Duhamel, Roger de Flor, Carlos de Lafalleti y Martín de Mora.

## Biografía
Poco se conoce de su vida. En Cartagena fundó la empresa Rafael del Castillo y Compañía, situando su sede en un edificio que aún se conserva en la calle del Candilejo. Republicano, dirigió El Faro Murciano, periódico que se publicó durante el primer semestre de 1868 e incluyó varios artículos de Nicolás Salmerón sobre filosofía kantiana, y sucedió ese mismo año a José Prefumo en la dirección de El Radical hasta la proclamación del Cantón en 1873.

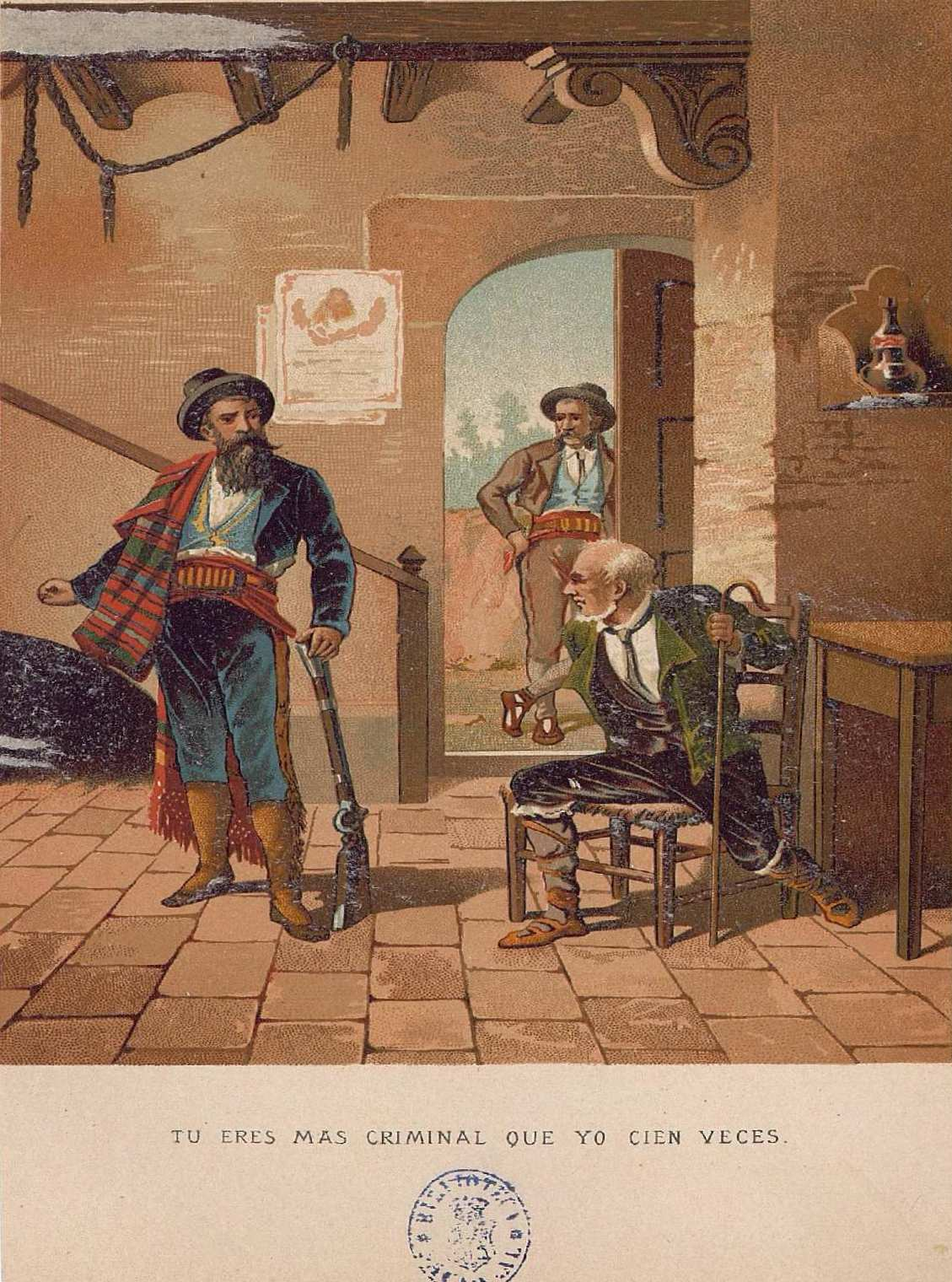
Ilustración de Los bandidos célebres españoles.

Fue autor de unos sesenta títulos de novelas y una docena y media de dramas, comedias, zarzuelas y otras obras de sesgo histórico publicadas en Madrid y Barcelona, y tradujo novelas del francés. Tuvo por secretario al también novelista por entregas Luis de Val, valenciano. Su primera novela es de 1859 aproximadamente, y en 1925 todavía se reimprimían algunos títulos. Según Luis Carreras y Lastortas, "habiéndose propuesto reformar la sociedad, escribe novelas inspirándose en Eugenio Sue", y lo hacía de un modo industrial, tomando por modelo las obras de Sue y dictando a su secretario frente a "láminas de efecto" ("un incendio, una seducción, un estupro, un acto de mendicidad, un asesinato, un suicidio, un robo, un adulterio y otros pasos por el estilo") que las  iban a ilustrar, elaboradas mucho antes que la misma novela. Escribió también obras militares sobre la guerra de África, en las que exalta la figura del general Leopoldo O'Donnell (del que además escribió una biografía), y un diccionario geográfico. Fue un autor importante, aunque no muy original, y a veces empleó el seudónimo de Álvaro Carrillo. Cultivó la novela histórica sobre figuras como Carlos de España, Hernán Cortés, Catalina Howard, Margarita de Borgoña, Roger de Flor, o bandoleros como Diego Corrientes Mateos, Luis Candelas, El Tempranillo, Joan Sala i Ferrer o los siete niños de Écija. También la novela sentimental, con títulos como Celos de un ángel. Páginas del corazón, Las víctimas del amor. Dramas de la vida o La falsa adúltera, entre otros.

## Algunas obras
- Gran Diccionario geográfico, estadístico e histórico de España y sus provincias de Cuba, Puerto Rico y Filipinas y posesiones de Áfruc, Barcelona, 1889, 4 vols., dirigido por Rafael del Castillo.
- España y Marruecos: historia de la guerra de África, escrita desde el campamento, La Publicidad, 1859.
- Historia de la vida militar y política del excelentísimo señor capitán general Leopoldo O'Donnell, Cádiz, 1860.
- El honor de España en Marruecos, episodios de la guerra de Marruecos. Novela histórica. Madrid, 1859.
- El Trapero de Madrid, novela de costumbres. Madrid, 1861 (no confundir con la novela homónima de Antonio Altadill)
- Los caballeros del amor (Memorias del reinado de Carlos III) Novela histórica. Barcelona, 1878-1879, 2 vols. Tuvo una segunda parte.
- El Conde de España (La Inquisición militar). Novela histórico-contemporánea. Barcelona, sin año, 2 vols.
- El Palacio por dentro y el Pueblo por fuera, Madrid, 1864.
- Los bandidos célebres españoles, Barcelona, 1882-1883, 2 vols.
- Celos de un ángel. Páginas del corazón (Barcelona, 1878, 2 vols.)
- Las víctimas del amor. Dramas de la vida (Barcelona, sin año, 2 vols.)
- La falsa adúltera (Barcelona, 1879, 2 vols.)